# Leonardo Cecchi
Leonardo Cecchi (Minneapolis, 26 agosto 1998) é um ator, cantor e dançarino, conhecido pelo papel do protagonista Alex na série de TV, Alex & Co..Participou de Tini - Depois de Violetta e Como Crescer, apesar dos Pais.

## Biografia
Leonardo nasceu em 26 de agosto de 1998, em Minneapolis, mas passou a infância em Piscina, uma pequena aldeia na Cidade Metropolitana de Turim.
Em 2015, se juntou ao elenco da série de TV Alex & Co., onde ele interpreta o protagonista, Alex.
Em 2016, participou no filme Tini - Depois de Violetta e Como Crescer, apesar dos pais.
Atualmente reside em Los Angeles, EUA.

## Filmografia

### Cinema
| Ano  | Título                                      | Personagem |
| ---- | ------------------------------------------- | ---------- |
| 2016 | Tini: El gran cambio de Violetta            | Saúl Paulo |
| 2016 | Come diventare grandi nonostante i genitori | Alex Leoni |

### Televisão
| Ano       | Título                  | Personagem       | Notas                                     |
| --------- | ----------------------- | ---------------- | ----------------------------------------- |
| 2015-2017 | Alex & Co.              | Alex Leoni       | 55 episódios                              |
| 2019      | Catch-22                | Espectador #1    | Episódio: "#1.4"                          |
| 2019      | The Wrong Stepmother    | Tyler            | Filme de TV                               |
| 2019      | Gods of Food            | Turista italiano | Episódio: "Giuseppe Greco: The Sad Baker" |
| 2021      | American Horror Stories | Milo             | Episódio: "Drive In"                      |

## Teatro
- Gli acarnesi (2014)
- La figlia del reggimento (2015)

## Prêmios e distinções
- Nomeação de David di Donatello de 2017 para a melhor banda sonora para o filme Como tornar-se grande, apesar de os pais.